# Kálmán Széll
Kálmán Széll de Duka et Szentgyörgyvölgy (8. června 1843 Gasztony – 16. srpna 1915 Rátót) byl maďarský politik. V letech 1899–1903 byl předsedou vlády Uherska. Během premiérského mandátu držel též post ministra vnitra a krátce též ministra zahraničí. Předtím byl též ministrem financí (1875–1878), ve vládách Bély Wenckheima a Kálmána Tiszy. Původně byl představitelem Liberální strany, ale roku 1904 se připojil k vnitrostranické vzpouře Gyuly Andrássyho mladšího, s nímž založil Národní ústavní stranu (Országos Alkotmánypárt), jejímž předsedou byl v letech 1906–1910.
Narodil se ve vlivné šlechtické rodině, několik jeho předků bylo župany vaské župy. Vystudoval práva v Pešti, absolvoval v roce 1863. V roce 1867 se stal poslancem a byl jím až do roku 1911. Na funkci ministra financí rezignoval kvůli okupaci Bosny, od níž očekával další zátěž pro již tak trvale deficitní uherský rozpočet. Na začátku 80. let 19. století založil maďarskou hypoteční úvěrovou banku, jejímž byl do konce života guvernérem. Otevřel zcela nové úvěrové zdroje pro maďarské zemědělství.
16. září 1867 se oženil s Ilonou Vörösmartyovou, dcerou básníka Mihály Vörösmartyho a schovankou Ference Deáka. Jeho neteř Marianne Csáky-Széllová se provdala za českého houslistu Jana Kubelíka. V Budapešti je po Széllovi pojmenováno rušné náměstí Széll Kálmán tér.